# Боротьба Павла Дорогостайського та Януша Острозького за Обухівщину
Боротьба Павла Дорогостайського та Януша Острозького за Обухівщину — судовий конфлікт 1598 року між Павлом Дорогостайським та князем Янушом Острозьким, що виник через неправомірний продаж Обухівських земель від Петра Дорогостайського сину князя Костянтина-Василя Острозького.

## Передісторія конфлікту
З 1550-1565 років територія Обухівщини (Обухівського ключа) належала шляхтичу Яну Дорогостайському, після смерті якого єдиним спадкоємцем став його малолітній син Павло. Опікуном хлопця призначили його стрийка Петра Дорогостайського, який невдовзі відіслав малолітнього Павла навчатися за кордон («в чужі краї»), сам же став повністю самостійно розпоряджатися власністю племінника. Невдовзі до Петра Дорогостайського доходять чутки, що Павло помер, тому він заявляє про смерть племінника і призначає себе єдиним власником Лукавиці (Обухівського ключа), підкріплюючи смерть племінника ще й тим, що від Павла з-за кордону не було жодних звісток.
За 1588 рік писемна згадка повідомдяє, що Петро Дорогостайський продав за 300 кіп литовських грошей білоцерківському старості Янушу Острозькому землі і села «Тернки, Лукавицю, Обухов, Нещеров, Форощово, Ольшаницю». Хоча Петро Дорогостайський не мав права проводити даний продаж землі.

## Судовий конфлікт
Через деякий час з навчання з-за кордону повернувся живий і вже повнолітній Павло Дорогостайський і застав свою законну територію (Обухівський ключ) в руках Яна Острозького. Не будучи спроможним просто забрати свої землі, Павло звертається у 1598 році до суду з позовом на Яна Острозького, для відсудження своїх колишніх земель. В результаті судового процесу, продаж земель Обухівщини від Петра Дорогостайського до Януша Острозького визнався не правомірним. В листопаді 1598 року князь Ян Острозький забрав назад 300 кіп грошей і добровільно повернув спадкові володіння Дорогостайських Павлу Яновичу із селищами «на имя Глеваки, Лукавица, Дорошня, Веприня. Юршин над речкою Стугною, Лукавицею, Красною и Бобрицею межи Триполем, Белою Церковю, а Киевом в земле Киевской лежачие».